# Lancia Dialfa
Lancia Dialfa är en personbil, tillverkad av den italienska biltillverkaren Lancia under 1908.
Bilen var en utveckling av den fyrcylindriga Alfa. Genom att komplettera motorn med ett tredje cylinderpar fick man enkelt fram en större och snabbare modell.